# Bakili Muluzi
Elson Bakili Muluzi (ur. 17 marca 1943 w Machinga) – malawijski polityk, przywódca opozycyjnej partii, Zjednoczony Front Demokratyczny (UDF, United Democratic Front), która przyczyniła się do przeprowadzenia pierwszych demokratycznych wyborów w Malawi w 1994. Prezydent Malawi w latach 1994–2004.

## Edukacja
Bakili Muzluzi po zakończeniu podstawowej edukacji w kraju, kształcił się w Boston College of Education w Anglii, a następnie w Thsited College of Further Education w Danii.

## Kariera w czasie rządów Bandy
Po powrocie do Malawi w latach 60. XX w., wstąpił do rządzącej Partii Kongresowej Malawi (MCP, Malawi Congress Party) prezydenta Hastingsa Bandy. Banda, prezydent od 1966, w 1971 ogłosił się dożywotnim prezydentem i wprowadził w kraju system jednopartyjny. W 1975 Muluzi dostał się do parlamentu, w którym zasiadał do 1982. W tym czasie piął się w górę po drabinie rządowych i partyjnych stanowisk. W 1976 został ministrem pomocniczym ds. młodzieży i kultury. Od 1976 do 1977 był ministrem edukacji, następnie w latach 1978–1981 ministrem bez teki, a od 1981 do 1982 ministrem transportu i komunikacji. W latach 1977–1981 pełnił również funkcję sekretarza generalnego Partii Kongresowej Malawi (MCP).
W 1982 Bakili Muluzi odszedł ze stanowiska ministra i wycofał się z polityki. Uzasadniał to zaangażowaniem się w prywatny biznes. W latach 80. XX w. był wiceprzewodniczącym Narodowej Izby Handlu. Do życia publicznego powrócił na początku lat 90. Opowiedział się wówczas za wprowadzeniem w kraju demokratycznej formy rządów. Pod naciskiem społeczeństwa i zagranicy, w czerwcu 1993 odbył się w Malawi plebiscyt, który zdecydował o wprowadzeniu systemu wielopartyjnego i wolnych wyborów. We wrześniu 1993 Muluzi założył własną partię polityczną, Zjednoczony Front Demokratyczny (UDF, United Democratic Front).

## Prezydent Malawi 1994-2004
14 maja 1994 Bakili Muluzi wziął udział w pierwszych demokratycznych wyborach prezydenckich w Malawi. Zdobył wówczas 47% głosów (1,4 mln), pokonując prezydenta Hastingsa Bandę, który uzyskał 33,4% głosów (1 mln). Pierwszym posunięciem Muluzego była amnestia dla wszystkich więźniów politycznych. W czasie swej pierwszej kadencji powołał do życia Biuro Antykorupcyjne, Komisję Prawną oraz urząd rzecznika praw obywatelskich. 
W kolejnych wyborach prezydenckich 15 czerwca 1999 Muluzi zdobył 52,4% głosów (2,4 mln), pokonując kandydata MPC, Gwandę Chakuambę, który uzyskał 45,2% głosów (2,1 mln). W czasie jego drugiej kadencji, Malawi z powodu złej polityki gospodarczej i dużej korupcji straciło wiarygodność na arenie międzynarodowej. Spowodowało to. m.in. wstrzymanie 100 mln USD pomocy budżetowej dla administracji prezydenta ze strony MFW, Banku Światowego, USA oraz UE. Prezydenta zaczęto również podejrzewać i oskarżać o korupcję. Dodatkowo wiosną 2002 Malawi nawiedziła największa w historii klęska głodu, gdy z powodu zimowej powodzi znacząco zmniejszyły się zbiory kukurydzy. Rząd Muluzego był oskarżany o niepodjęcie wystarczających środków zapobiegawczych, a także irracjonalną sprzedaż zapasów kukurydzy za granicę w obliczu zbliżającej się katastrofy.
Pod koniec drugiej i wedle konstytucji ostatniej kadencji, prezydent Muluzi próbował szukać sposobu przedłużenia swojej władzy. W 2002 przedstawił poprawkę do konstytucji, znoszącej limit kadencji prezydenckich, która jednak została odrzucona przez parlament. We wrześniu 2002 prezydent zaproponował wydłużenie limitu kadencji do trzech. Projekty zmian konstytucji spowodowały jednak opór i gwałtowne protesty społeczeństwa, tak że ostatecznie prezydent Muluzi musiał porzucić swój pomysł. 24 maja 2004 jego druga kadencja dobiegła końca, a jego następcą został Bingu wa Mutharika, również ze Zjednoczonego Frontu Demokratycznego (UDF).

## Działalność po prezydenturze
Po zakończeniu drugiej kadencji prezydenckiej Muluzi pozostał na stanowisku przewodniczącego Zjednoczonego Frontu Demokratycznego (UDF). Wkrótce wszedł w konflikt z prezydentem Muthariką, który w lutym 2005 odszedł z UDF i założył Demokratyczną Partię Postępową (DPP). W kwietniu 2005 Muluzi publicznie przyznał, że dokonał złego wyboru sukcesora stawiając na Mutharikę i przeprosił za to naród.
27 lipca 2006 Bakili Muluzi został aresztowany pod zarzutem oszustwa i korupcji, dotyczącej milionów dolarów pomocy zagranicznej, które mogły trafić na jego osobiste konto. Muluzi zaprzeczył oskarżeniom i określił zatrzymanie jako "polityczne prześladowanie". Tego samego dnia został zwolniony za kaucją, a szef Biura Antykorupcyjnego, który tego dokonał został przez prezydenta Mutharikę zawieszony.
11 marca 2007 Bakili Muluzi, w odpowiedzi na liczne apele członków swojej partii, ogłosił zamiar ubiegania się o nominację prezydencką UDF przed wyborami w 2009. 24 kwietnia 2008 na konwencji UDF, został wybrany jego kandydatem w wyborach prezydenckich w maju 2009. Otrzymał 1950 głosów poparcia, podczas gdy jego rywal zdobył tylko 38 głosów. Doszło do tego pomimo niejasności o to, czy Muluzi ma prawo ubiegania się kolejny raz o urząd szefa państwa. Konstytucja mówi bowiem, że prezydent może pełnić swój urząd przez dwie następujące po sobie kadencje.
W maju 2008 prezydent Bingu wa Mutharika oskarżył Bakili Muluzego o zdradę stanu i próbę usunięcia go z urzędu. Odnosiło się to do wydarzeń z 2005, kiedy 70 parlamentarzystów razem z Muthariką utworzyło Demokratyczną Partię Postępową, a opozycja (i w tym UDF) próbowała pozbawić ich za to mandatów parlamentarnych. Przeciw Muluziemu, który przebywał wówczas w Wielkiej Brytanii został wydany nakaz aresztowania. 25 maja 2008, po przybyciu do kraju, Muluzi został aresztowany na lotnisku w Lilongwe i umieszczony w areszcie domowym. Po 48 godzinach, przy braku oskarżeń, Muluzi domagał się swojego uwolnienia. 30 maja 2008 nakazem sądu został wypuszczony z aresztu.
26 lutego 2009 Muluzi został oficjalnie oskarżony o kradzież 11 mln USD ze środków stanowiących pomoc zagraniczną dla Malawi. Zarzucono mu przelanie środków pieniężnych z 80 rachunków zagranicznych na swoje prywatne konto. Muluzi zaprzeczył tym oskarżeniom, uznając je za polityczne.
W marcu 2009 Komisja Wyborcza nie dopuściła Muluziego do startu w majowych wyborach prezydenckich. W maju 2009 orzeczenie to podtrzymał Sąd Konstytucyjny, który uznał, że zgoda na jego udział w wyborach w praktyce oznaczałaby zniesienie limitu kadencji prezydenta. Sąd orzekł, że prezydent może sprawować władzę przez maksymalnie dwie pięcioletnie kadencje i nic więcej. W takiej sytuacji, Muluzi zdecydował się udzielić poparcia w wyborach kandydatowi opozycji, Johnowi Tembo.